# Альстрёмер, Маргарета
Графиня Маргарета Хедвиг Альстрёмер (швед. Margareta Alströmer; 12 декабря 1763 — 19 февраля 1816) — шведская художница и певица.
Член Королевской шведской академии искусств и Шведской королевской музыкальной академии.

## Биография
Маргарета Альстрёмер родилась в семье барона, государственного деятеля и музыканта-любителя Патрика Альстрёмера и Кристины Марии Олонберг. Её дедом со стороны отца был знаменитый Юнас Альстрёмер, которого называли в Швеции пионером современного сельского хозяйства и промышленности. Девочка воспитывалась в культурной среде. Её отец сделал свой дом центром культурной жизни города Гётеборга, был известен как основатель театра Comediehuset (1779). Маргарета Альстрёмер и её сестры, Кристина и Анна, а также их брат Джонас, принимали участие в качестве певцов, музыкантов и актёров в концертах и представлениях любительских театров в Гётеборге и Стокгольме.
Альстрёмер слыла «искусным любителем живописи» и в 1795 году была избрана подавляющим большинством голосов членом Академии художеств. Она также пела на частных концертах и общественных благотворительных концертах и в том же году была избрана в Академию музыки, куда до неё избирались только профессиональные певицы, такие как шведская оперная певица и композитор Элизабет Олин (1782, Elisabeth Olin), певица Кристина Фреденхейм (1762—1841, Christina Fredenheim) и певица Анна Брита Венделис (1741—1804, Anna Brita Wendelius), затем в 1801 году сёстры София (1773—1858) и Эмили (1780—1863) Брендел, Ульрика Бук, скрипач и певица Мария Антуанетта Петерсен (1771—1855). В Академию Художеств в 1797 году была принята ещё одна непрофессиональная художница, Вендела Густава Спарре (1772—1855, Wendela Gustafva Sparre). В 1799 году Маргарета Альстрёмер приняла участие в стокгольмском концерте вместе с певцами Кристоффером Кристианом Карстеном, Марианной Эренстрём и Кристиной Фреденхайм. Альстрёмер играла на клавикорде.
В 1781 году Альстрёмер вышла замуж за генерал-майора графа Нильс-Августа Кронстедт-аф-Фуллерё. В 1788 году её муж был приговорен к расстрелу за неподчинение властям, но вместо этого был заключен в крепость Варберг. В 1792 году по приказу короля Карла XIII он был выпущен на свободу.